# Maurice Bishop
Maurice Rupert Bishop (Aruba, 29 de mayo de 1944 – Saint George, 19 de octubre de 1983) fue un abogado, político y revolucionario granadino que gobernó su país entre 1979 y 1983 como primer ministro en el marco del «Gobierno Popular Revolucionario», un régimen socialista surgido del alzamiento armado del 13 de marzo de 1979 que derrocó al gobierno autoritario de Eric Gairy. Encabezó el primer y único gobierno abiertamente marxista-leninista del Caribe anglófono, así como la segunda experiencia de modelo socialista pleno en un país del hemisferio occidental después de Cuba. Fue cofundador y líder del Movimiento Nuevo Esfuerzo Conjunto para el Bienestar, la Educación y la Liberación (New Jewel o Nueva Joya), único partido legal del país durante su gobierno.
Nacido en Aruba, hijo de padres granadinos, Bishop cursó sus estudios primarios y secundarios en Saint George y estudió derecho en la Universidad de Londres antes de retornar a Granada y dedicarse a la actividad política. Fuertemente opositor al gobierno autoritario de Eric Gairy, Bishop junto a otros destacados dirigentes fue blanco habitual de la represión política en la isla durante la década de 1970, siendo encarcelado por su participación en manifestaciones contra el régimen. Bishop fundó el Movimiento para las Asambleas del Pueblo (MAP), que más tarde se fusionó con el grupo JEWEL para crear el Movimiento New Jewel (Nueva Joya), partido que aglutinaba a nacionalistas de izquierda, populistas y marxistas, aunque Bishop se consideraba a sí mismo un nacionalista afrocaribeño y no un marxista. El Movimiento enfrentó una dura respuesta por parte del régimen gairysta, que resultó en las masacres del «Domingo Sangriento» en 1973 y el «Lunes Sangriento» de 1974, en la cual el padre de Bishop fue asesinado. Bishop condujo al Movimiento a una incómoda coalición con el Partido Nacional de Granada (partido de la oposición conservadora encabezado por Herbert Blaize) y resultó elegido miembro del Parlamento por Saint George South East en las elecciones de 1976, en las cuales denunció que un fraude electoral orquestado por Gairy habría impedido la victoria opositora. El gobierno cada vez más errático de Gairy inició una nueva oleada represiva en 1978 y, ante los rumores de un intento de asesinato en su contra, Bishop comandó un levantamiento armado el 13 de marzo de 1979 que, con el respaldo de la población local, derrocó al régimen de Gairy.
Bishop instaló el «Gobierno Popular Revolucionario» (GRP), una junta cívico-militar que gobernó por decreto, y se embarcó en un amplio programa de reformas sociales y económicas. El gobierno de Bishop presidió cuatro años de crecimiento económico sostenido, así como una mejora sustancial en el nivel de vida de la población, destacando un considerable desarrollo sanitario y educativo para el país. Inicialmente hostil al turismo, Bishop buscó expandir esta industria en aras de diversificar la economía. Se acercó y estableció estrechos vínculos con la Cuba de Fidel Castro, con quién mantuvo una fuerte amistad personal, lo que provocó un conflicto entre su gobierno y el de los Estados Unidos, con la presidencia de Jimmy Carter y más duramente con la de Ronald Reagan. Si bien no se reportaron ejecuciones, torturas o desapariciones durante el GRP, el régimen no toleró la disidencia. Se prohibió operar a todos los partidos políticos con excepción del New Jewel, los medios opositores fueron cerrados y para 1983 se calculaba en cien el número de presos políticos.
Desde un principio, Bishop enfrentó una creciente lucha dentro del New Jewel entre su facción (económicamente pragmática y abocada al nacionalismo afrocaribeño) y la encabezada por su vicepresidente, Bernard Coard, un marxista-leninista de línea dura. Las tensiones internas se acrecentaron durante su cuarto año de mandato y culminaron el 14 de octubre de 1983, cuando Coard encabezó un golpe de Estado militar que depuso a Bishop y lo puso bajo arresto domiciliario. El derrocamiento de Bishop motivó una reacción popular muy negativa y se realizaron manifestaciones en toda la isla exigiendo su liberación y restitución en el cargo. Bishop fue liberado y se dirigió al cuartel general del ejército en Fort Rupert, donde declaró públicamente su retorno al poder. Allí fue capturado por una fuerza especial del Ejército Popular Revolucionario. El 19 de octubre, Bishop y otros siete hombres, algunos miembros de su gabinete, fueron ejecutados sumariamente por un pelotón de fusilamiento, mientras que asumía el poder un gobierno militar encabezado por el general Hudson Austin. Seis días más tarde, amparándose en la conmoción provocada por la muerte de Bishop, el gobierno de los Estados Unidos lanzó una intervención militar en Granada y derrocó al régimen socialista, restaurando el sistema político anterior a la Revolución. La ubicación de los cuerpos de Bishop y sus acompañantes es desconocida hasta la fecha.
Tanto en Granada como en otros países del Caribe anglófono, Bishop es inmensamente popular y se le considera un héroe nacional y un mártir revolucionario, aunque muchas de sus acciones como primer ministro se consideraron un tabú político. Críticos tanto anticomunistas como antiimperialistas consideran que Estados Unidos y los gobiernos granadinos posteriores toleraron la veneración de Bishop con el objetivo de justificar la invasión contra el régimen de Coard y Austin. Algunos movimientos y partidos políticos que reivindican el legado de Bishop buscaron instalarse en Granada más adelante, con escaso impacto. El aeropuerto internacional construido durante su gobierno lleva su nombre desde 2009, y se le recuerda por medio de numerosos memoriales.

## Trayectoria
Sus padres, Rupert y Alimenta Bishop, eran granadinos que vivían en isla de Aruba, donde Maurice nació. Regresaron a Granada cuando él tenía 6 años en la década de 1950. Mientras estudiaba secundaria Bishop decidió que estudiaría Derecho. Cuando dejó en 1963 el Presentation College trabajó durante un tiempo en el Registro Gubernamental antes de viajar a Londres y licenciarse en Derecho en la Universidad de Londres.

### Movimiento New Jewel
En 1973 Bishop formó un grupo político denominado Movement For Assemblies of the People ("Movimiento para las Asambleas del Pueblo") y el mismo año lo fusionó con otro grupo político creado por su colega Unison Whiteman denominado Joint Action For Education Welfare & Liberation (JEWEL). La fusión dio como resultado el Movimiento New Jewel, un partido populista marxista que representó la principal oposición al régimen autoritario del primer ministro Eric Gairy, que dirigía la isla de Granada desde la independencia.
El padre de Maurice, Rupert Bishop, también activista contra el régimen de Gairy, murió por los disparos de la Policía el 21 de enero de 1974 cuando estaba en la puerta de un local sindical, en una fecha que más tarde se conoció como "Lunes de Sangre" y que marcó especialmente a Maurice.
Eric Gairy y su partido, el Partido Laborista Unido de Granada, ganaron las elecciones generales celebradas el 7 de noviembre de 1976 ante críticas de fraude por parte de la oposición y los observadores internacionales. Bishop fue elegido miembro de la Cámara de Representantes con un escaño por el distrito electoral de St. George Sureste. Fue nombrado líder de la oposición, puesto que asumió durante tres años hasta el 13 de marzo de 1979 cuando él y sus seguidores tomaron el control del gobierno de Granada mientras Gairy participaba en Nueva York en una sesión de Naciones Unidas.

### En el Gobierno Popular Revolucionario
Proclamando un Gobierno Popular Revolucionario, Bishop suspendió la Constitución prometiendo nuevas elecciones democráticas. Bishop fue designado primer ministro y ministro de Defensa e Interior, Información, Salud y Asuntos de Carriacou. Compartió el gobierno con Bernard Coard, graduado en Economía en la Universidad Brandeis, quien fue vice primer ministro y ministro de Comercio, Industria, Finanzas y Planificación.
La "gran revolución en un pequeño país", tal como la denominó Bishop, fue respaldada por Michael Manley de Jamaica, Daniel Ortega de Nicaragua y Fidel Castro de Cuba.
Se iniciaron entonces una serie de reformas de orientación socialista, además del estrechamiento de relaciones con Cuba, la URSS y otros países del bloque comunista como la República Democrática Alemana.
El impuesto sobre la renta se suprimió para el 30% de los trabajadores peor pagados. Además, los ciudadanos granadinos se beneficiaron de un salario social. También se desarrollaron los servicios médicos y educativos gratuitos. Se ofrecían becas universitarias en áreas acordes al impulso del desarrollo económico del país, los uniformes y libros escolares eran gratuitos y se introdujo un programa de alfabetización y un programa de formación de profesores.
El Programa de Reparación y Construcción de Viviendas permitió mejorar la calidad y el acceso a la vivienda. Además, no se pagaron intereses por los préstamos para la reparación de viviendas. Los precios de varios artículos fueron controlados por el Estado. El PIB per cápita (el indicador más común del bienestar económico) casi se duplicó, pasando de 450 dólares en 1978 a 870 en 1983.
Las mujeres granadinas obtuvieron logros considerables. Se prohibió la explotación sexual de las mujeres a cambio de trabajo, se introdujo la igualdad salarial por igual trabajo y se garantizó a las madres tres meses de licencia materna, dos de ellos remunerados, así como la garantía de poder volver al mismo trabajo que habían dejado. 
Rápidamente Bishop se enfrentó con dificultades económicas agravadas por la política estadounidense contra la isla. También tuvo dificultades internas con el movimiento dada su posición más moderada y próxima a Cuba frente a la facción más radical y prosoviética de su partido, liderada por el vice primer ministro e ideólogo del régimen Bernard Coard.
Bishop comenzó varios proyectos, incluida la construcción de un nuevo aeropuerto internacional en el extremo sur de la isla. La financiación llegó de Cuba, aunque la mayor parte de la infraestructura del aeropuerto fue diseñada por contratistas europeos. Ronald Reagan, entonces presidente de los EE. UU., acusó a Bishop de utilizar el nuevo aeropuerto como "base militar cubano-soviética".  Granada "no es una amigable isla para el turismo" dijo Reagan, sino "una colonia soviético-cubana preparada como un gran bastión militar para exportar el terror y socavar la democracia". Los estadounidenses fomentaron el clima de tensión que provocó un golpe de Estado contra Bishop, preparando la invasión de Granada con una guerra mediática.
En la década de 1980 se restringió la libertad de prensa y fueron encarceladas varios cientos de personas. "Todas las revoluciones implican dislocaciones" dijo Bishop, "la revolución debe sobrevivir".

### Derrocamiento y asesinato de Bishop

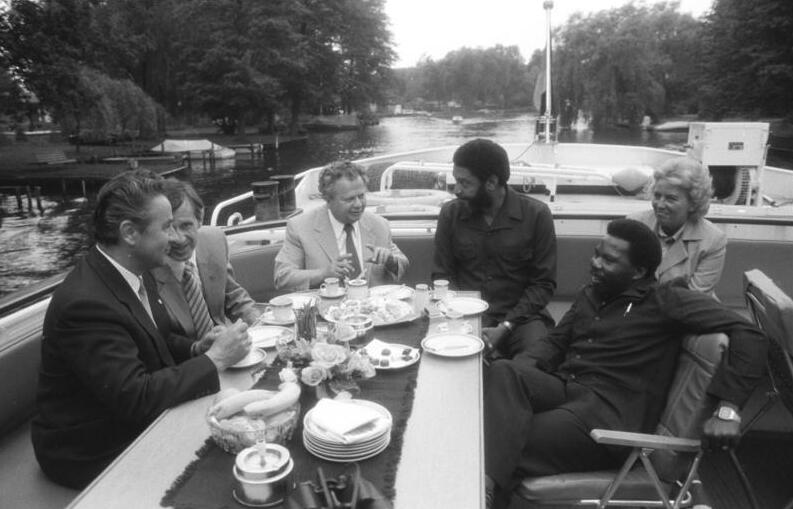
Una delegación granadina, encabezada por Maurice Bishop, visita la República Democrática Alemana en 1982.

El 13 de octubre de 1983, al regresar de una visita diplomática a Checoslovaquia y Hungría, Bishop fue derrocado por los partidarios del vice primer ministro Bernard Coard y puesto bajo arresto domiciliario, tras lo cual las relaciones de Granada con Cuba y el resto de países socialistas se deterioraron. El 19 de octubre Bishop fue liberado por una revuelta popular de sus partidarios. Horas más tarde tropas bajo el mando del general Hudson Austin capturan y ejecutan a Bishop y varios miembros del gobierno leales a él.  Entre las personas ejecutadas se encuentran - Jacqueline Creft, Fitzroy Bain, Norris Bain, Evelyn Bullen, Evelyn Maitland, Unison Whiteman y Keith Hayling - y algunos de sus fieles seguidores, en total 15 personas,  fueron arrestados y fusilados en la base militar de Fort Rupert. Un Consejo Militar Revolucionario dirigido por el general Hudson Austin, aliado de Bernard Coard, tomó el poder durante la noche. Los cuerpos de los ajusticiados continúan sin aparecer.

## Invasión estadounidense de Granada
La ejecución de Bishop motivó la invasión de la isla por el Ejército de los Estados Unidos seis días después (el 25 de octubre) en la llamada Operación Furia Urgente. Desembarcaron 1900 infantes de marina estadounidenses, supuestamente para salvaguardar a los estudiantes estadounidenses y otra población que aún estaban en la isla. "Granada no tenía gobierno", dijo el presidente Reagan, y había más de 1.000 ciudadanos estadounidenses en supuesto riesgo. Margaret Thatcher desde el Reino Unido denunció la invasión estadounidense. Los gobiernos de Trinidad y Tobago, Guyana, Belice y Venezuela se distanciaron de la invasión. En Granada muchos propietarios de empresas, así como miembros del entonces y subsiguientes gobiernos, creen que la invasión estaba justificada y era la única manera de restablecer el orden tras el asesinato del primer ministro. Los cuerpos de Bishop y los que murieron con él nunca fueron encontrados. Bernard Coard, que pasó varios años en la cárcel y fue recientemente liberado, afirma que "los estadounidenses tienen los cuerpos". Un documental estrenado en 2013 titulado "Forward Ever: The Killing of a Revolution" rememora la historia.

## Vida personal
En 1966 Maurice Bishop se casó con Angela Redhead. Tuvieron dos hijos, John y Nadia. Angela Bishop emigró a Canadá con sus dos hijos en 1981, mientras Bishop era primer ministro. Bishop mantuvo una relación con Jacqueline Creft, con quien tuvo en 1977 un tercer hijo llamado Vladimir, que fue asesinado muy joven acuchillado en un club nocturno en la ciudad canadiense de Toronto en 1994. Creft, Ministra de Educación, fue ejecutada junto Bishop en octubre de 1983.

## Homenajes y reconocimientos
En 2009 el Aeropuerto Internacional Grenada Point Salines pasó a denominarse Aeropuerto Internacional Maurice Bishop bajo el gobierno de Tillman Thomas, del Congreso Nacional Democrático. La ceremonia fue presidida por su madre, Alimenta Bishop.

## Documental
- Forward Ever: The Killing of a Revolution (2013) Bruce Paddington.[12]